# Finhaut
Finhaut é uma comuna da Suíça, situada no distrito de Saint-Maurice, no cantão de Valais. Tem 22,8 km² de área e sua população em 2018 foi estimada em 379 habitantes.